# British Home Championship 1983/84
Die British Home Championship 1983/84 war die 89. und letzte Auflage des im Round-Robin-System ausgetragenen Fußballwettbewerbs zwischen den vier britischen Nationalmannschaften von England, Nordirland (bis 1949/50 Irland), Schottland und Wales.
| Pl. | Nationalmannschaft | Sp. | S | U | N | Tore    | Punkte |
| --- | ------------------ | --- | - | - | - | ------- | ------ |
| 1.  | Nordirland         | 3   | 1 | 1 | 1 | 003:200 | 03:30  |
| 2.  | Wales              | 3   | 1 | 1 | 1 | 003:300 | 03:30  |
| 3.  | England            | 3   | 1 | 1 | 1 | 002:200 | 03:30  |
| 4.  | Schottland         | 3   | 1 | 1 | 1 | 003:400 | 03:30  |

|                                             |   |            |           |
| 13. Dezember 1983 in Belfast (Windsor Park) |   |            |           |
| Nordirland                                  | – | Schottland | 2:0 (1:0) |
| 28. Februar 1984 in Glasgow (Hampden Park)  |   |            |           |
| Schottland                                  | – | Wales      | 2:1 (1:0) |
| 4. April 1984 in London (Wembley Stadium)   |   |            |           |
| England                                     | – | Nordirland | 1:0 (0:0) |
| 2. Mai 1984 in Wrexham (Racecourse Ground)  |   |            |           |
| Wales                                       | – | England    | 1:0 (1:0) |
| 22. Mai 1984 in Swansea (Vetch Field)       |   |            |           |
| Wales                                       | – | Nordirland | 1:1 (0:0) |
| 26. Mai 1984 in Glasgow (Hampden Park)      |   |            |           |
| Schottland                                  | – | England    | 1:1 (1:1) |